# University of Calcutta

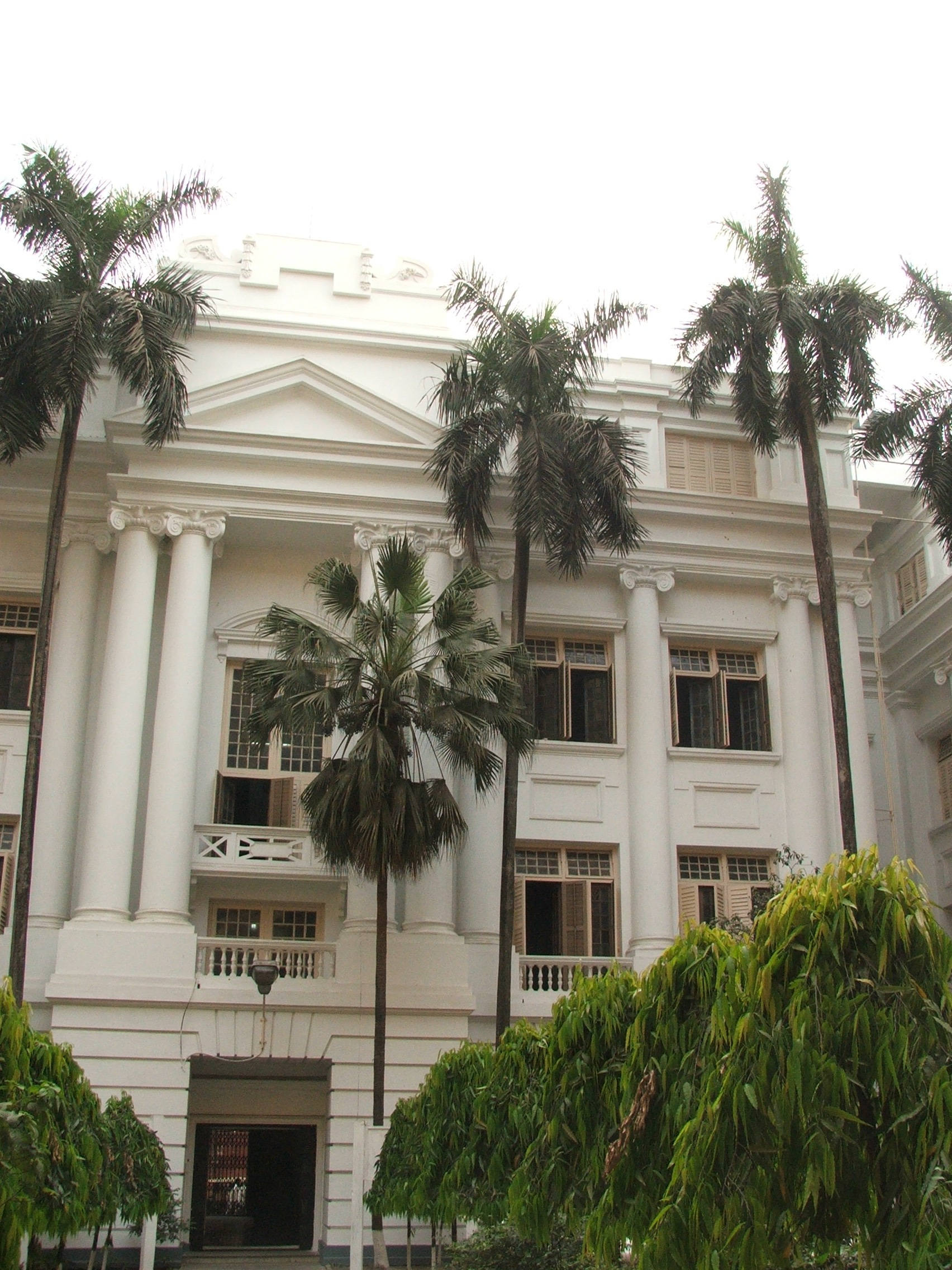
Ashutosh Building auf dem Universitätscampus

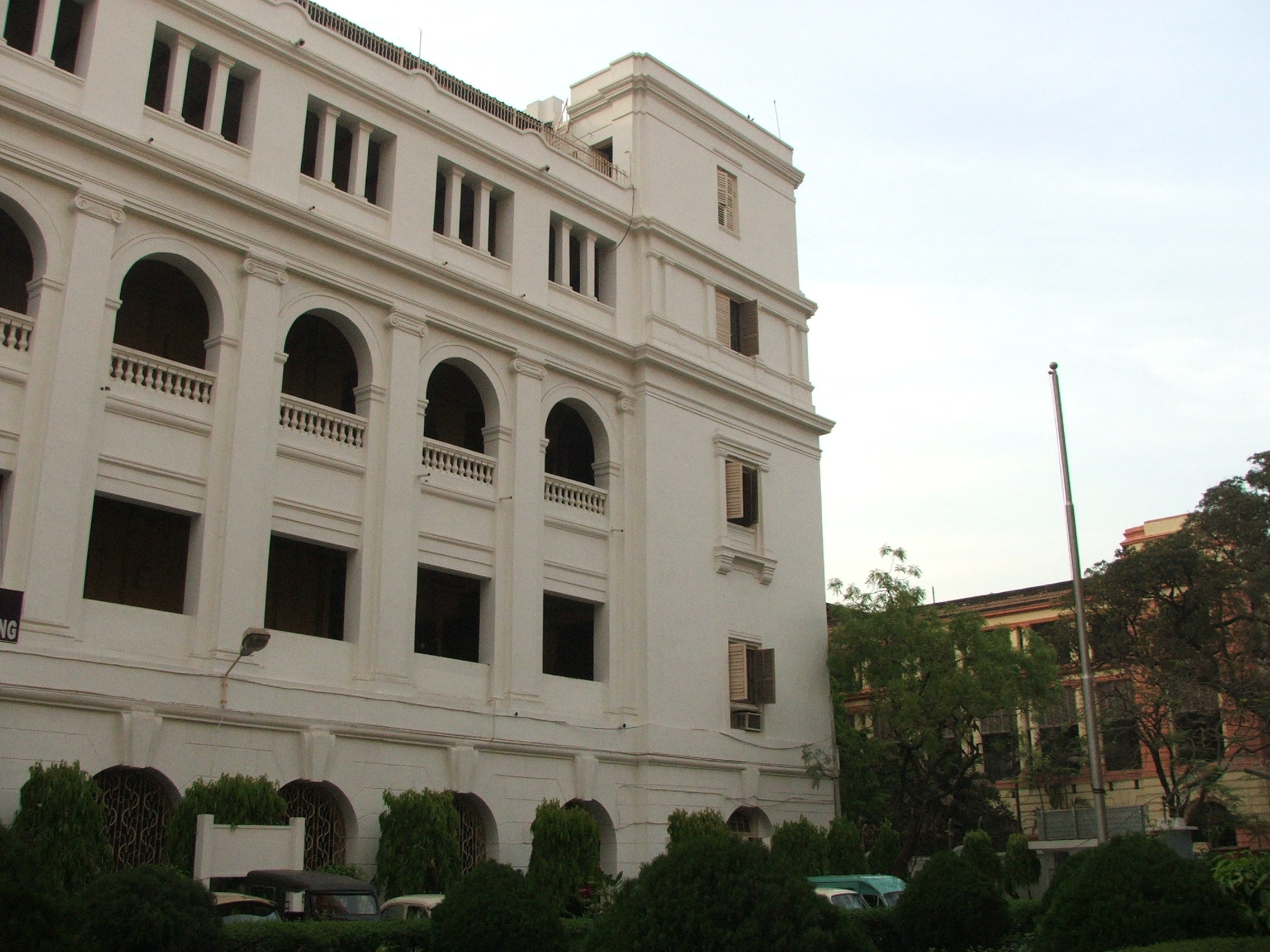
Darbhanga Building

Die University of Calcutta (Bengalisch কলিকাতা বিশ্ববিদ্যালয়, Hindi: कोलकाता विश्वविद्यालय) ist eine staatliche Universität in Kolkata, im indischen Bundesstaat Westbengalen. Mit gut 100.000 Undergraduate-Studierenden und 5500 Postgraduate-Studierenden ist sie eine der wichtigsten Hochschulen im Osten Indiens. Sie wurde am 24. Januar 1857 nach dem Modell der University of London gegründet und ist damit die älteste Universität Indiens nach europäischem Konzept.
Neben den wichtigsten Campusstandorten in der College Street, in Rajabazar (Rajabazar Science College Campus) und Alipore, gibt es weitere Außenstellen in der Umgebung von Kalkutta, sowie zahlreiche unter dem Dach der Universität angegliederte Colleges. Das renommierteste von ihnen ist das Presidency College, das seit 1817 besteht und seit 1855 diesen Namen trägt.
Die Universität gehört zu den anerkanntesten Hochschulen Indiens.

## Berühmte Absolventen
Nobelpreisträger:
- Rabindranath Tagore (1861–1941), Nobelpreis für Literatur (1913)
- C. V. Raman (1888–1970), Nobelpreis für Physik (1930)
- Amartya Sen (* 1933), Nobelpreis für Wirtschaftswissenschaften (1998)

Weitere bekannte Alumni:
- Heinrich Blochmann (1838–1878), Iranist
- Sayyid Husain Ali Bilgrami (Imud ul-Mulk; 1842–1926), Minister in Hyderabad
- Jagadish Chandra Bose (1858–1937), Physiker und Botaniker
- Jadunath Sarkar (1870–1958), indischer Historiker
- Rajendra Prasad (1884–1963), ehemaliger Präsident Indiens
- S. Radhakrishnan (1888–1975), ehemaliger Präsident Indiens
- Prasanta Chandra Mahalanobis (1893–1972), Physiker
- Meghnad Saha (1893–1956), Physiker
- Yogananda (1893–1952), religiöser Lehrer
- Satyendranath Bose (1894–1974), Physiker
- Syama Prasad Mukherjee (1901–1953), indischer Politiker und Minister
- Mircea Eliade (1907–1986), Philosoph
- Jyoti Basu (1914–2010), ehemaliger Chief Minister von Westbengalen
- Satyajit Ray (1921–1992), Regisseur
- Mrinal Sen (1923–2018), Regisseur
- Pranab Bardhan (* 1939), Wirtschaftswissenschaftler
- Gayatri Chakravorty Spivak (* 1942), Literaturwissenschaftlerin und Philosophin
- Lakshmi Mittal (* 1950), Unternehmer
- Leander Paes (* 1973), Tennisspieler